# Émerson (Fußballspieler, 1975)
Émerson, mit vollem Namen Émerson Carvalho da Silva (* 5. Januar 1975 in Bauru), ist ein ehemaliger brasilianischer Fußballspieler.

## Karriere
Émerson begann seine Karriere 1994 beim EC XV de Novembro, bei dem er für eine Spielzeit unter Vertrag stand, aber an keinem Ligaspielen teilnahm. Nach einem Jahr unterschrieb einen Vertrag bei Portuguesa. In fünf Spielzeiten stand er für den Verein in 77 Ligaspielen auf dem Platz, in denen er sieben Tore erzielte. 2001 wechselte Émerson für eine Spielzeit zum FC São Paulo, für den er 20 Ligaspiele bestritt. Nach neun Jahren in Brasilien wechselte er 2003 zum japanischen Verein Shimizu S-Pulse und bestritt dort 15 Ligaspiele, dabei erzielte er ein Tor. Acht Ligaspiele (ein Tor) absolvierte Èmerson in der Saison 2003/04 beim portugiesischen Verein Belenenses Lissabon. 2004 kehrte er wieder nach Brasilien zurück und stand für den Verein Paraná Clube für eine Spielzeit unter Vertrag. Während des Jahres absolvierte er 13 Ligaspiele und schoss ein Tor. 2005 unterschrieb Émerson einen Vertrag bei Botafogo FR (17 Ligaspiele, zwei Tore). 2006 kehrte er zum Paraná Clube zurück, absolvierte 24 Ligaspiele und erzielte vier Tore. 2007 ging er zu AA Ponte Preta und beendete nach 17 Ligaeinsätzen ohne Torerfolg seine Karriere.

## Titel
- Staatsmeisterschaft von Paraná: 2006